# David Vinckboons

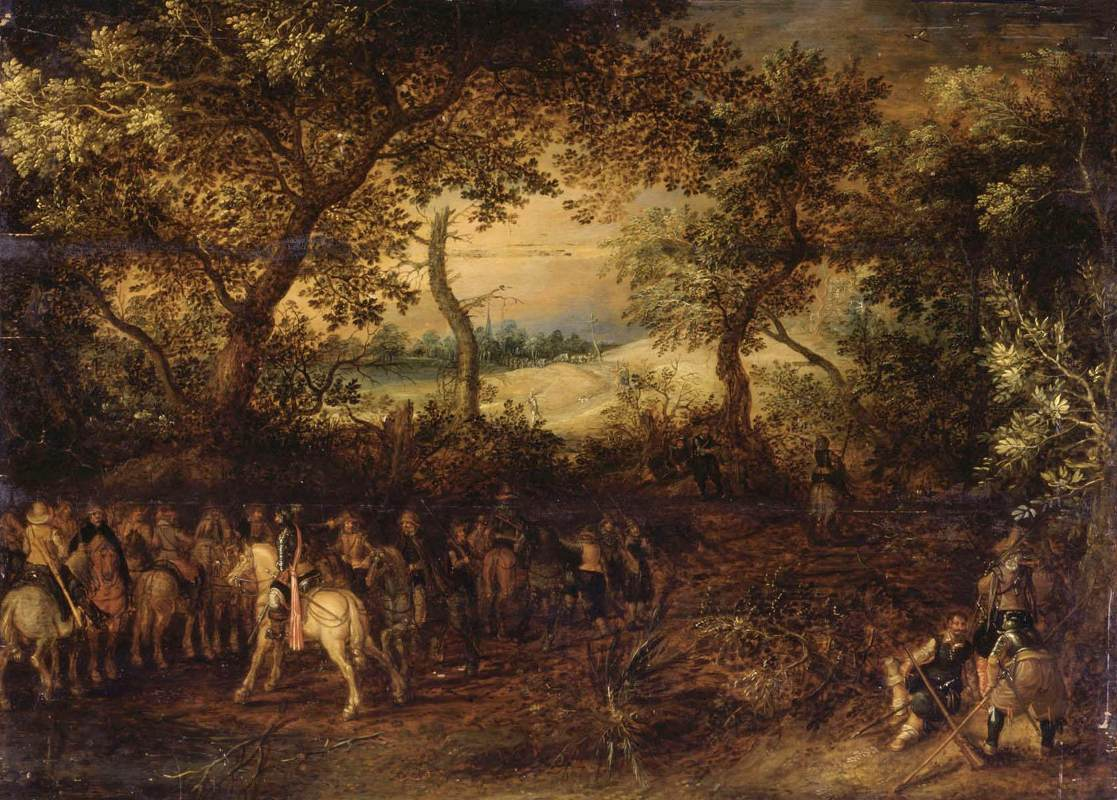
An Officer Preparing His Troops for an Ambush

David Vinckboons (batizado em 13 de agosto de 1576 - c.1632) foi um pintor neerlandês do Século de Ouro, nascido em Mechelen, no sul dos Países Baixos. Vinckboons, cujo nome é frequentemente grafado como Vingboons, Vinghboons, Vinckebonis ou Vinckboom, teve pelo menos dez filhos. Os seus filhos foram o cartógrafo e aquarelista Johannes Vingboons e os arquitectos Justus Vingboons e Philips Vingboons. Vinckboons morreu em Amsterdam.
Vinckboons foi um dos pintores e gravuristas mais prolíficos e populares dos Países Baixos. Influenciado por Pieter Bruegel, o Velho, foi fundamental - juntamente com Hans Bol e Roelant Savery - para o desenvolvimento da pintura de género no norte dos Países Baixos.
Vinckboons nasceu em Mechelen. A família mudou-se para Antuérpia por volta de 1580, e depois para Middelburg após a ocupação espanhola de Antuérpia em 1585. Em 1602, David casou-se em Leeuwarden com Agneta van Loon, filha de um notário. Viveu depois em Sint Antoniesbreestraat, como muitos outros artistas e pintores. Segundo Karel van Mander, não teve outro professor para além do seu pai Phillipe, pintor de telas com aquarelas, uma forma de arte praticada principalmente na sua terra natal, Mechelen.
David especializou-se em figuras elegantes, em paisagens parecidas com parques (Outdoor Merry Company, 1610; Viena, Akademie der Bildenden Künste), bem como em festas religiosas e de aldeia. Produziu também cenas bíblicas, como Tobias e o Anjo (1619, Olana State Historic Site). As suas paisagens reflectem o seu contacto com Gillis van Coninxloo. Vinckboons atraiu vários alunos, entre os quais Gillis d'Hondecoeter, Claes Janszoon Visscher e provavelmente Esaias van de Velde.

## Galeria

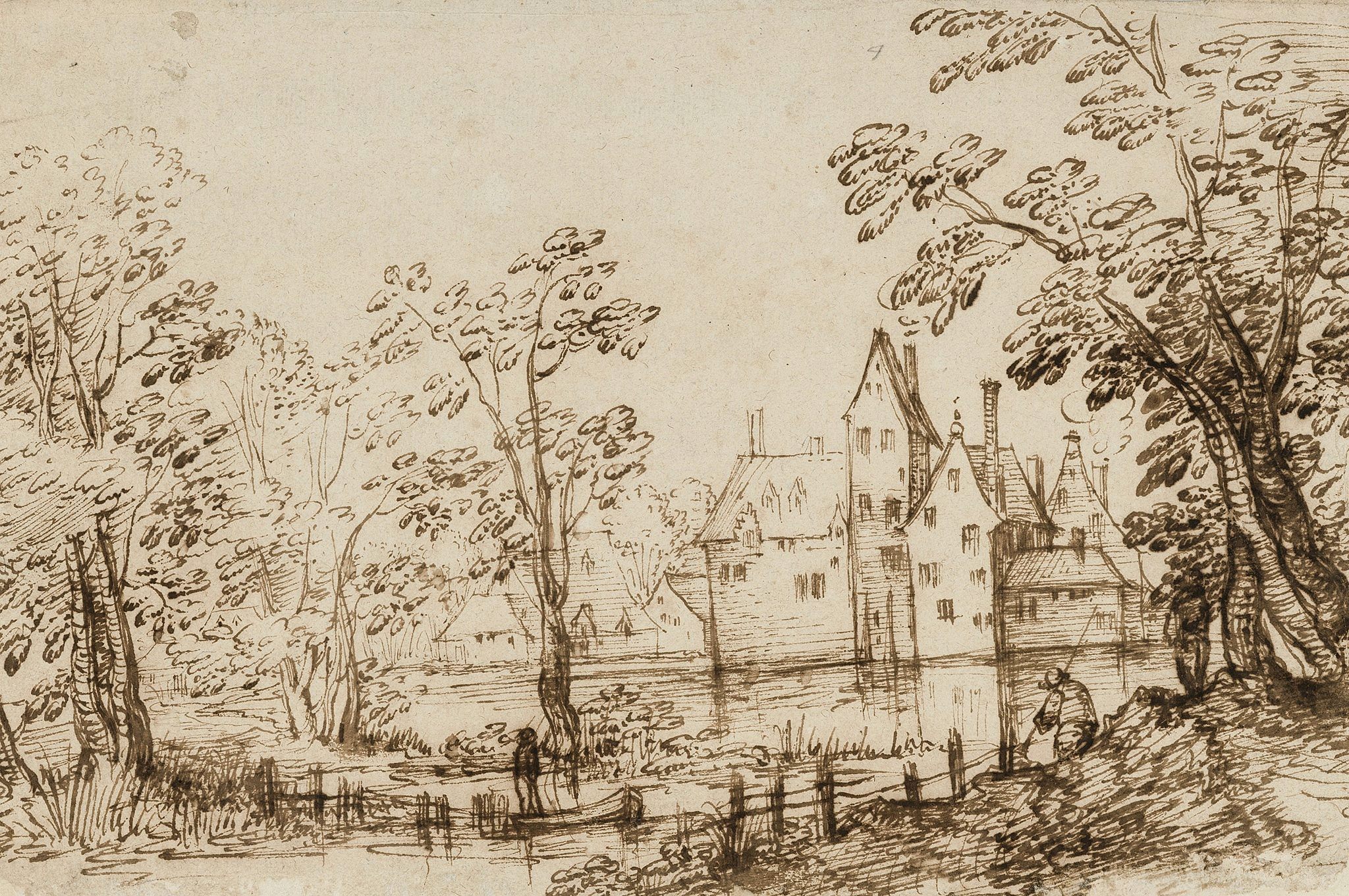
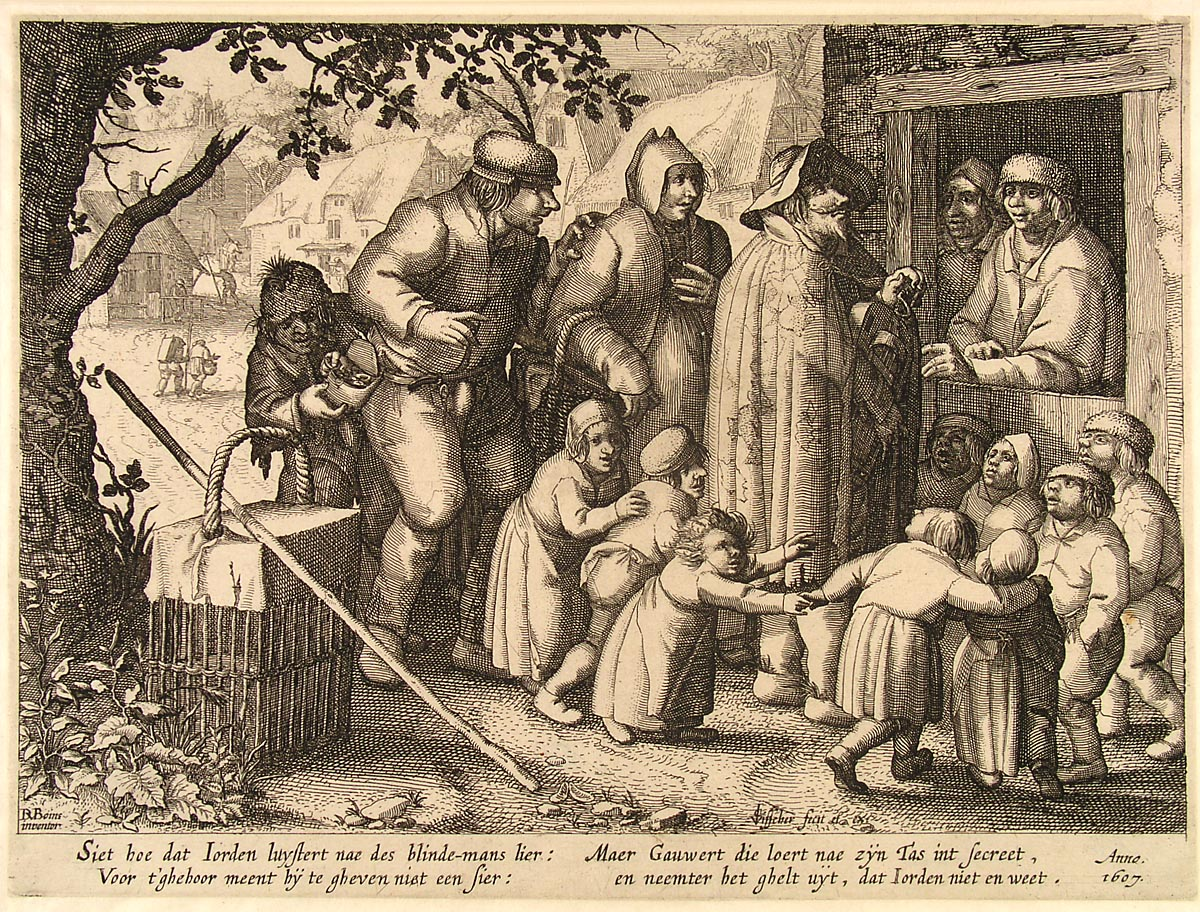
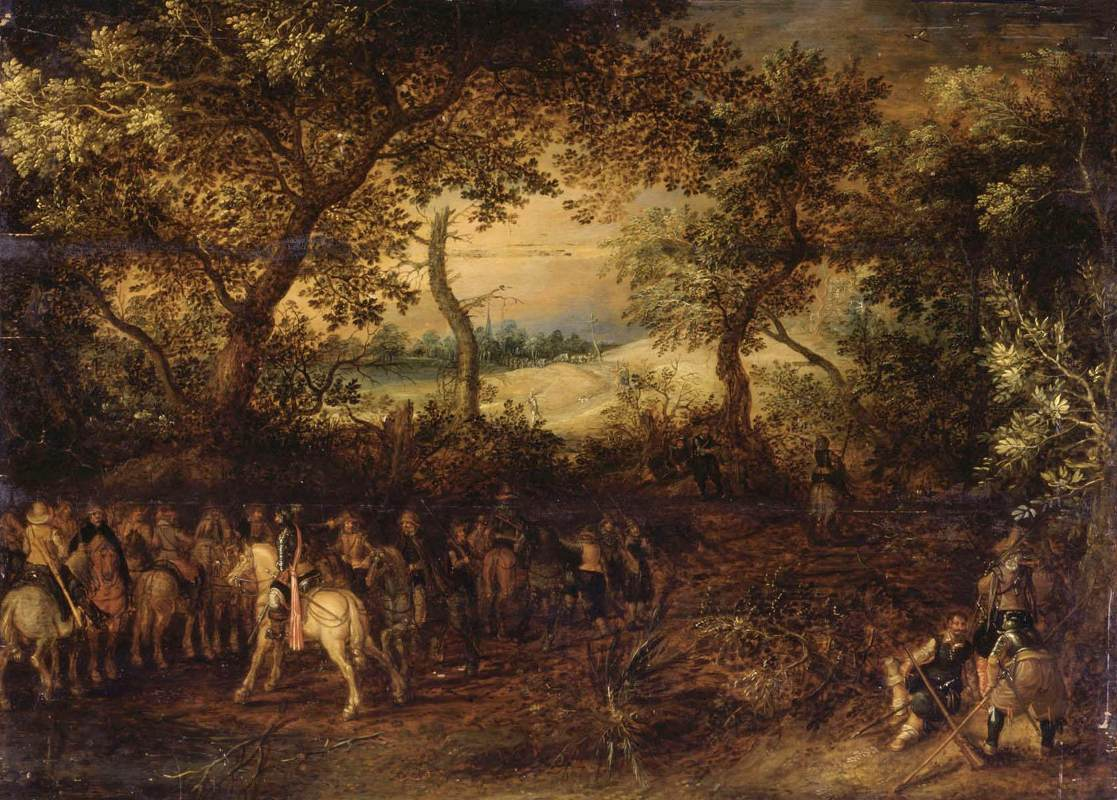
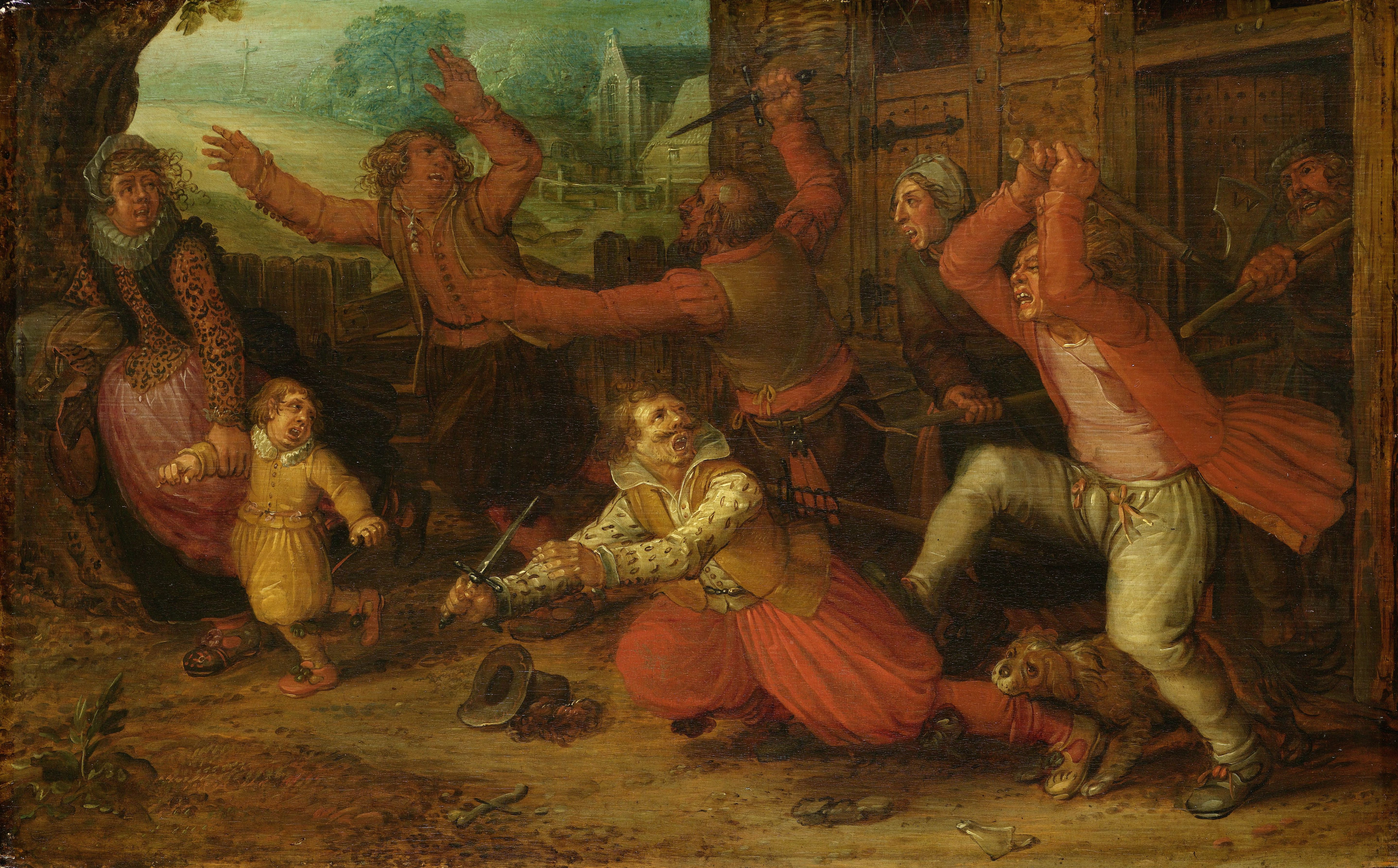
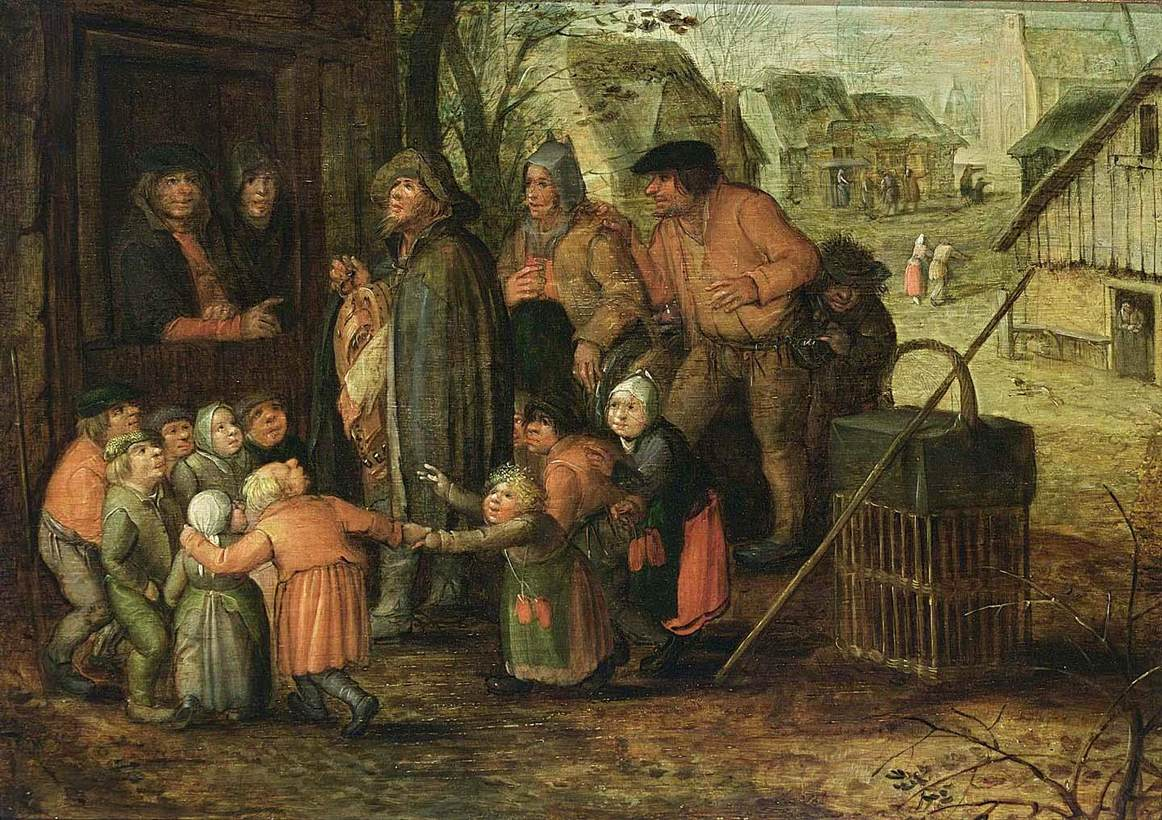
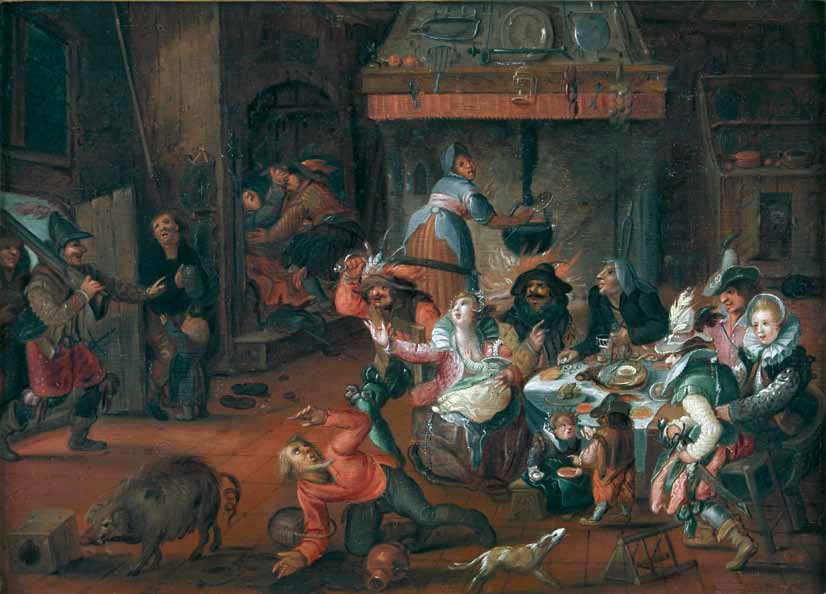
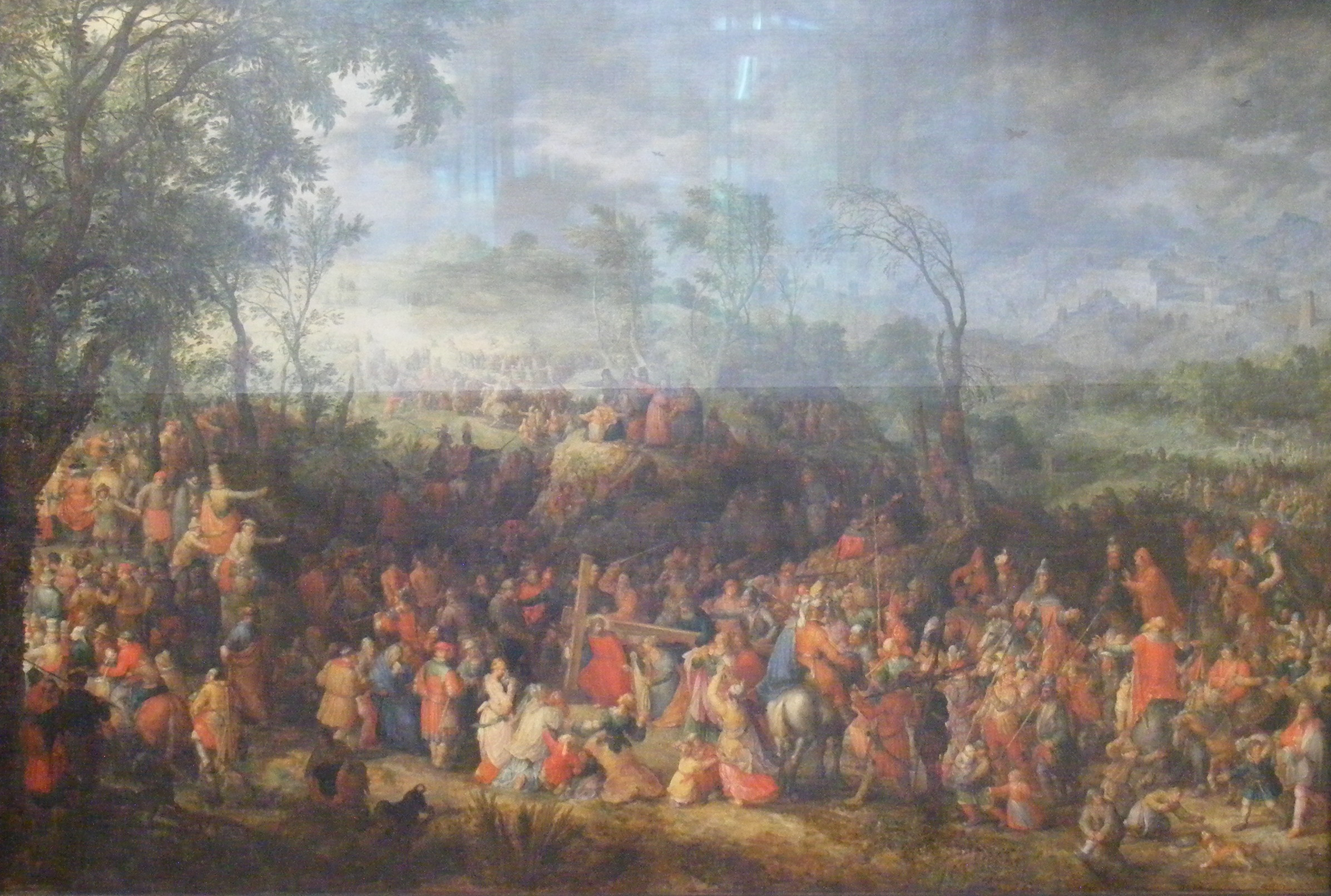
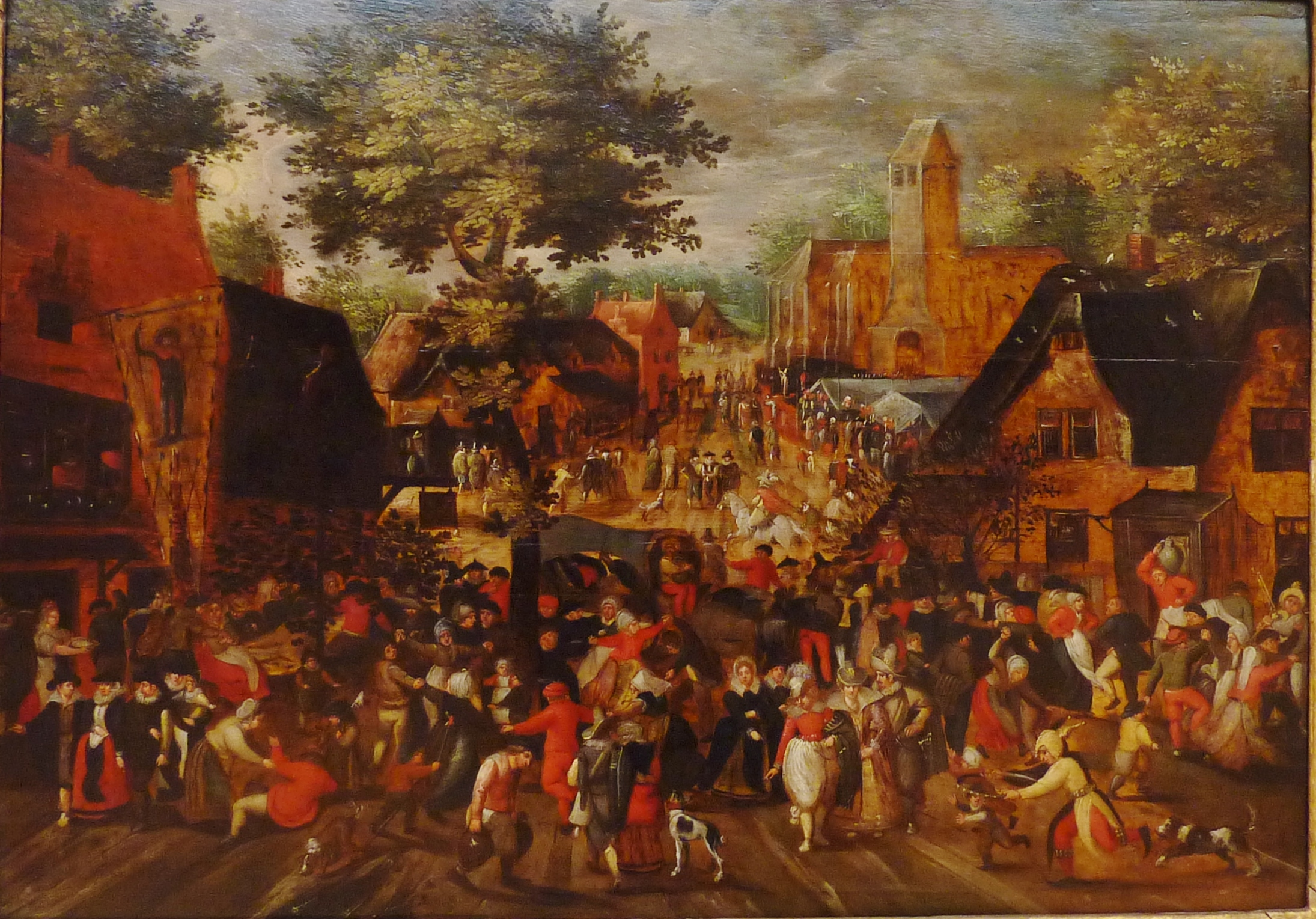
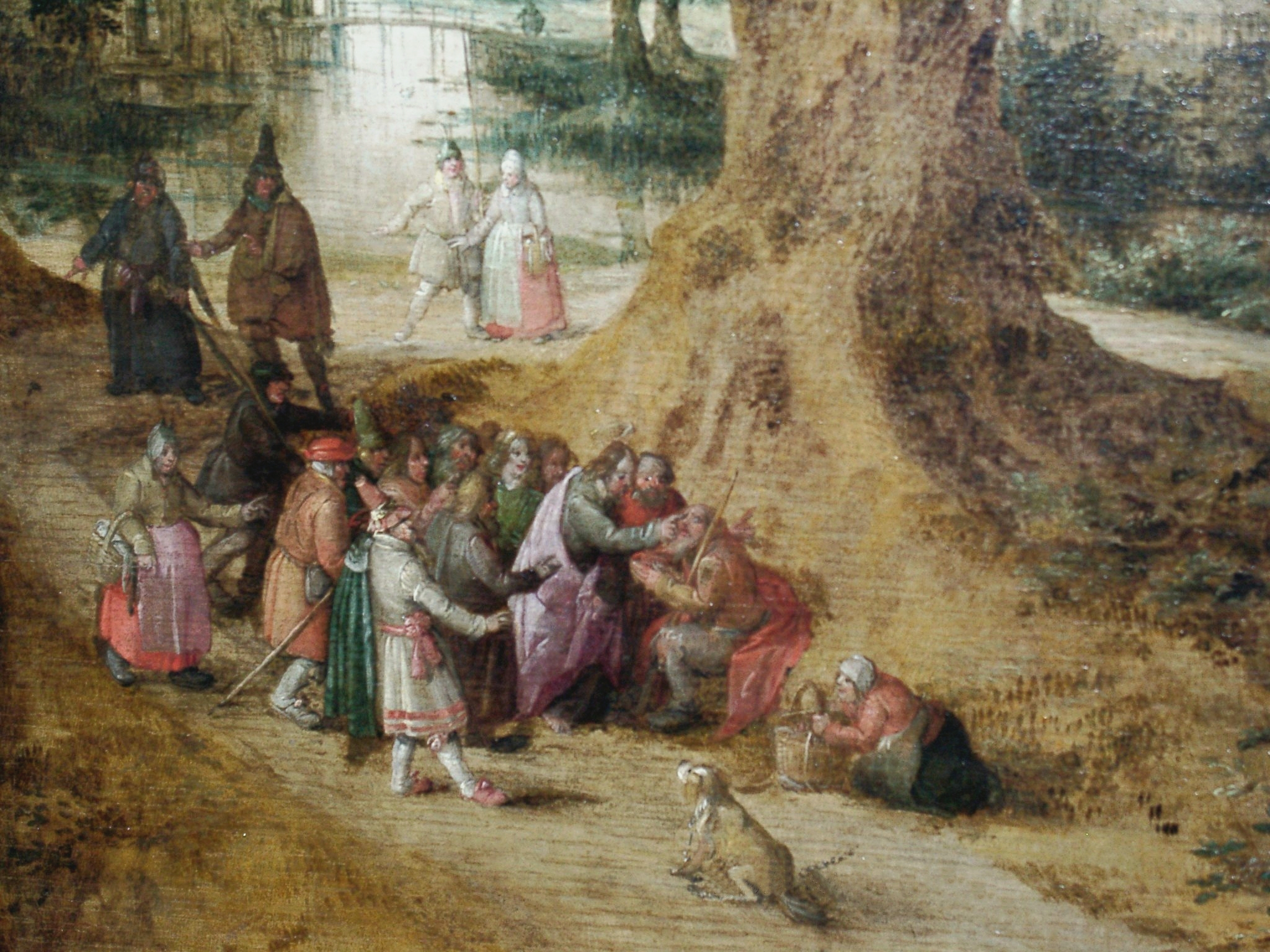
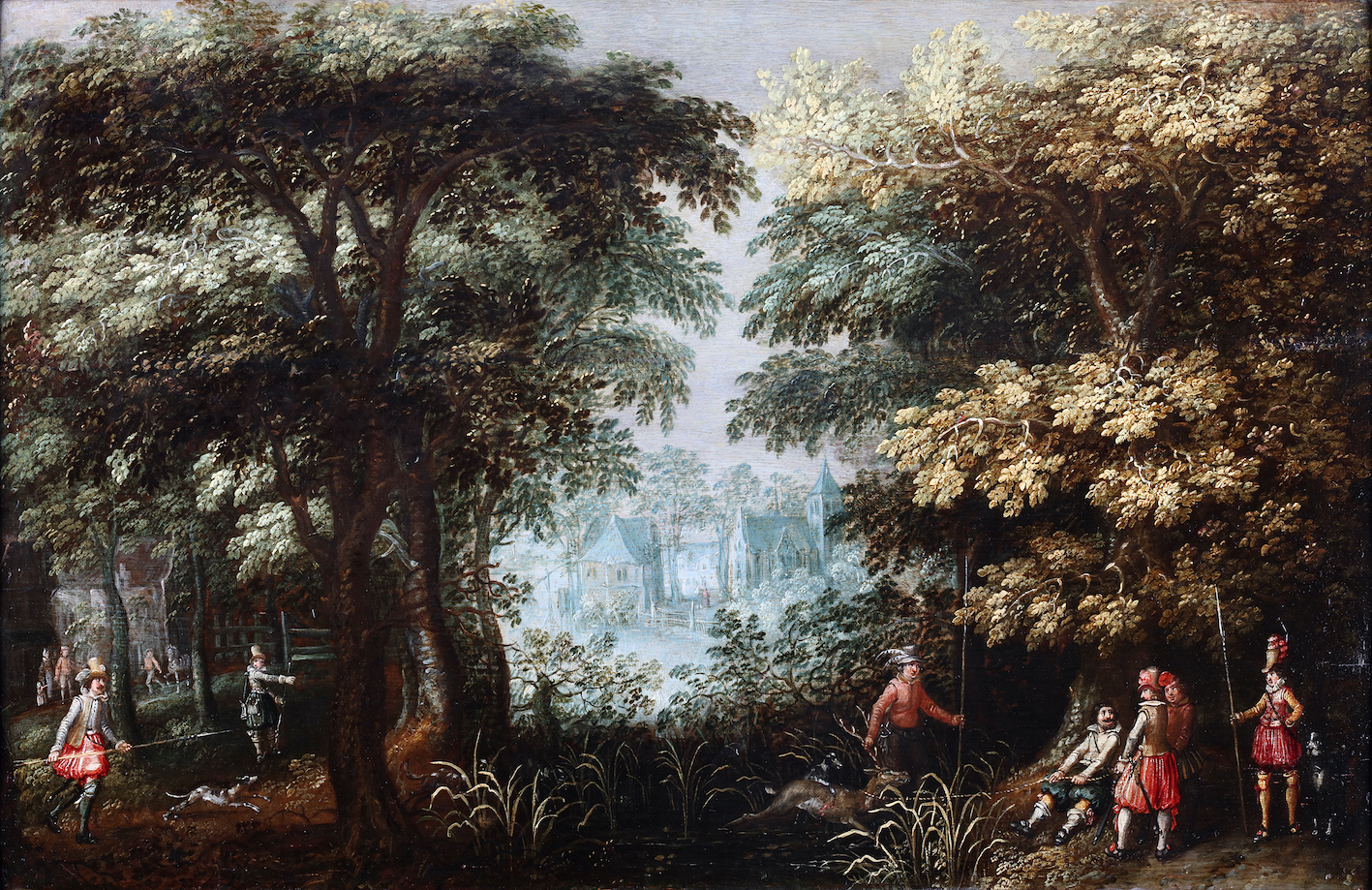
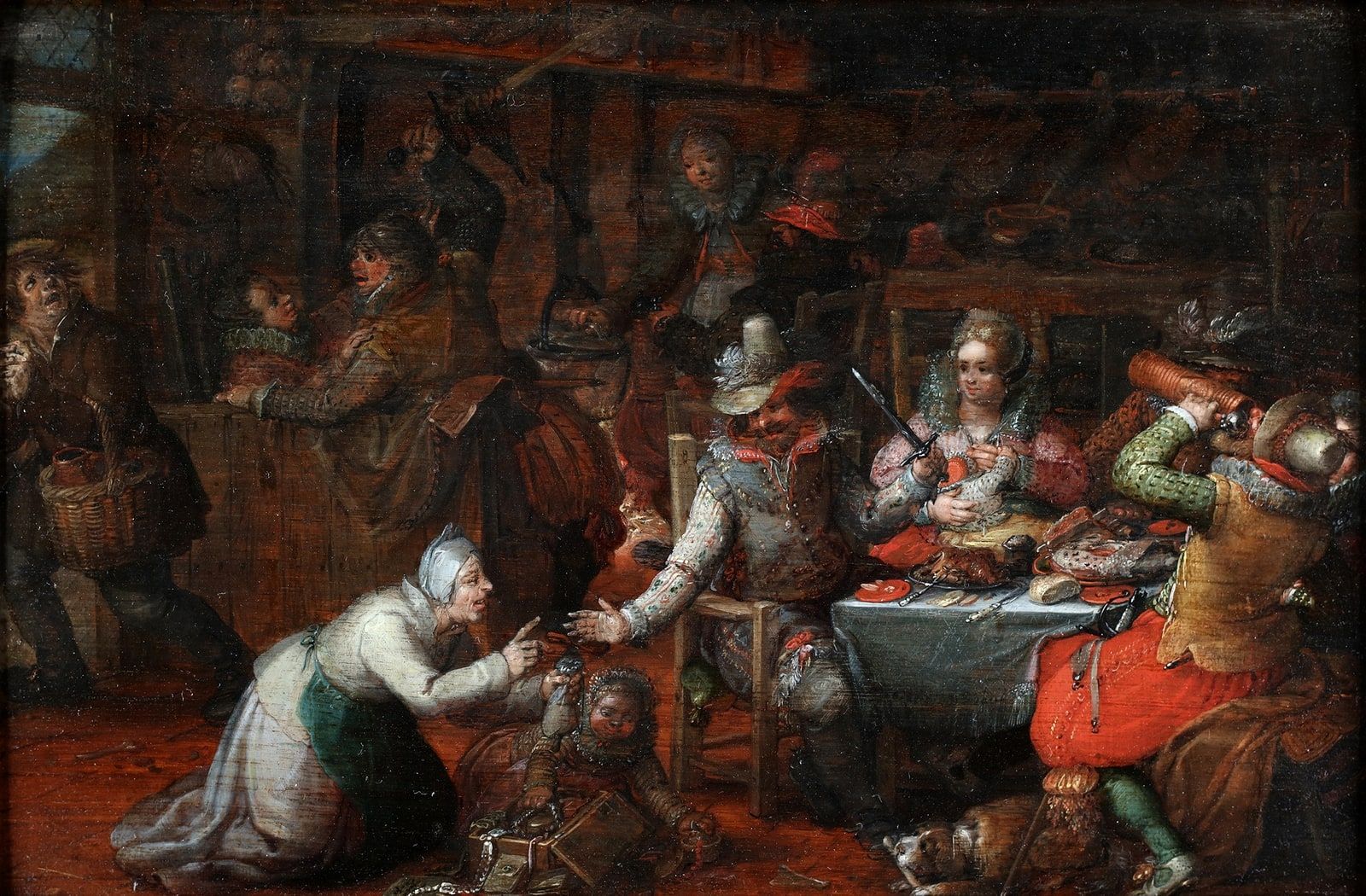
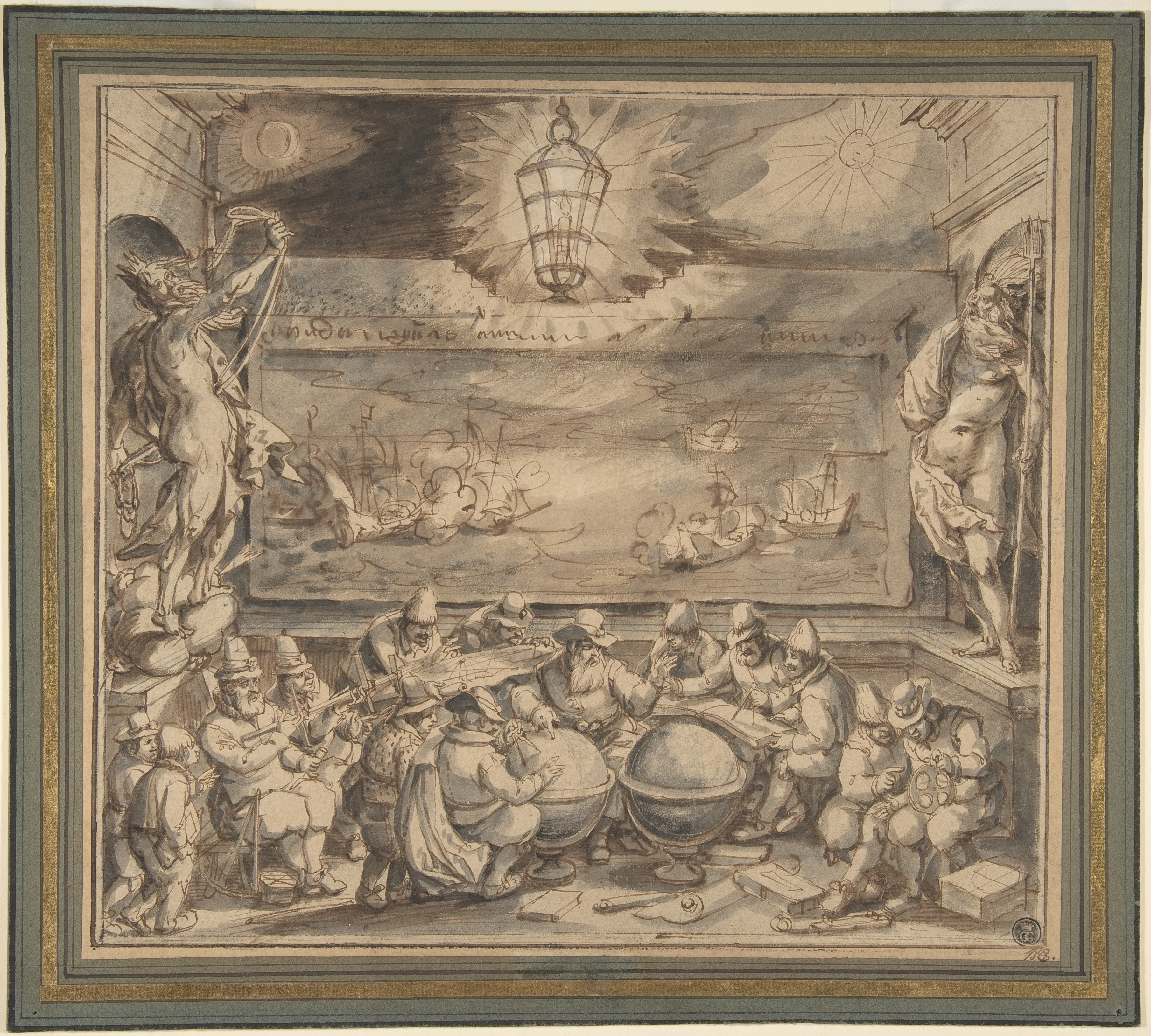